# Miloš Vidović
Miloš Vidović (in serbo Милош Видовић?; Kragujevac, 3 ottobre 1989) è un calciatore serbo, centrocampista del Borac Čačak.

## Carriera

### Club
Il 17 gennaio 2014 viene acquistato a titolo definitivo dalla squadra croata del RNK Spalato.

### Nazionale
Ha giocato nelle nazionali giovanili serbe Under-17 ed Under-21.